# 奥州市ふれあいの丘公園
奥州市ふれあいの丘公園（おうしゅうしふれあいのおかこうえん）は、岩手県奥州市水沢羽田町にあるスポーツ施設群を有する奥州市立の公園である。
開園当初は「水沢市ふれあいの丘公園」だったが、水沢市が近隣市町村と合併し奥州市が誕生したのに伴い、「水沢ふれあいの丘公園」に名称変更。さらに、2012年4月1日からは園内の水沢総合体育館が「奥州市総合体育館」に変更されたのに合わせ、現在の名称となった。

## 公園内の主な施設

### 屋内施設
奥州市総合体育館（Ｚアリーナ）
- メインアリーナ
- サブアリーナ
- トレーニングルーム
- 体力測定室
- 幼児体育室
- トレーニングルーム
- 医務室、ミーティングルーム
- ミーティングルーム

### 屋外施設
多目的運動広場
- サッカーやラグビーなどの競技会場として使用されている。東北社会人サッカーリーグ2部に所属している水沢クラブの本拠地としても使用されている。

クライミングウォール
パークゴルフ場
バーベキューコーナー
人工芝そりゲレンデ